# アグア・フリア川

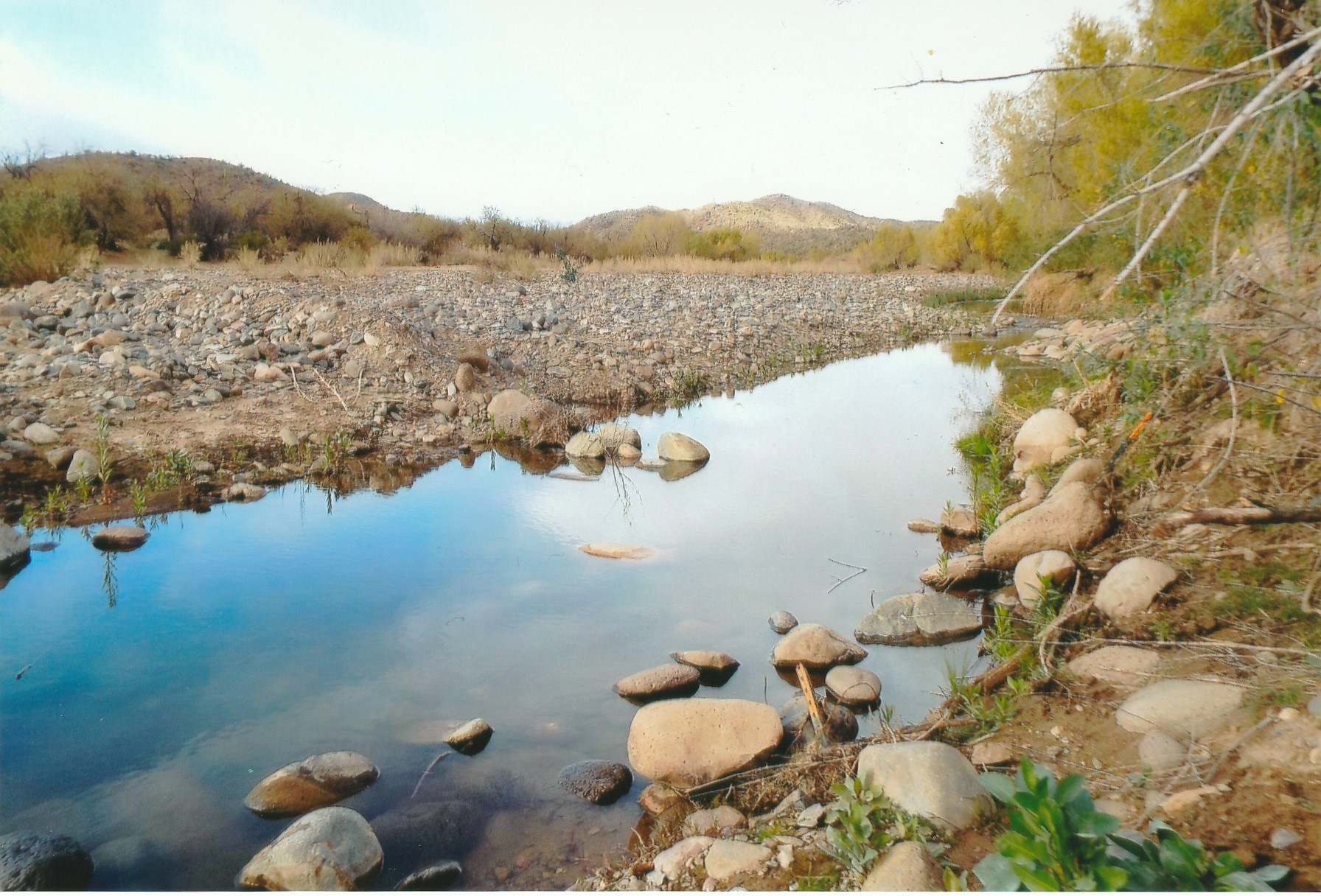
アリゾナ州ジレットの境界付近を流れるアグア・フリア川。

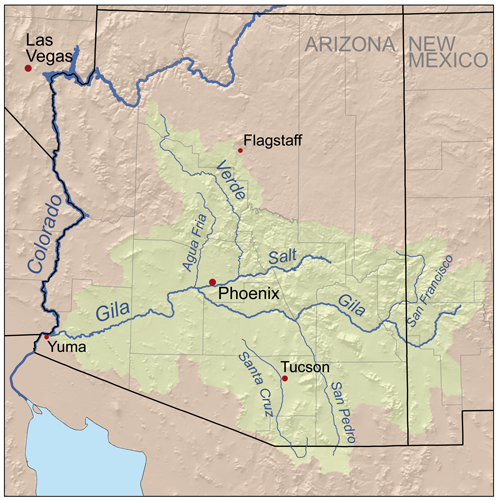
アグア・フリア川を含む、ヒラ川流域の地図。

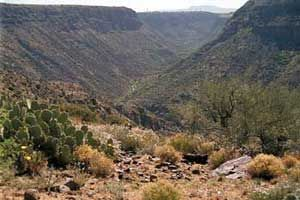
アグア・フリア国定公園内のリッチンバー鉱山跡 (Richinbar Mine) 付近を流れるアグア・フリア川。

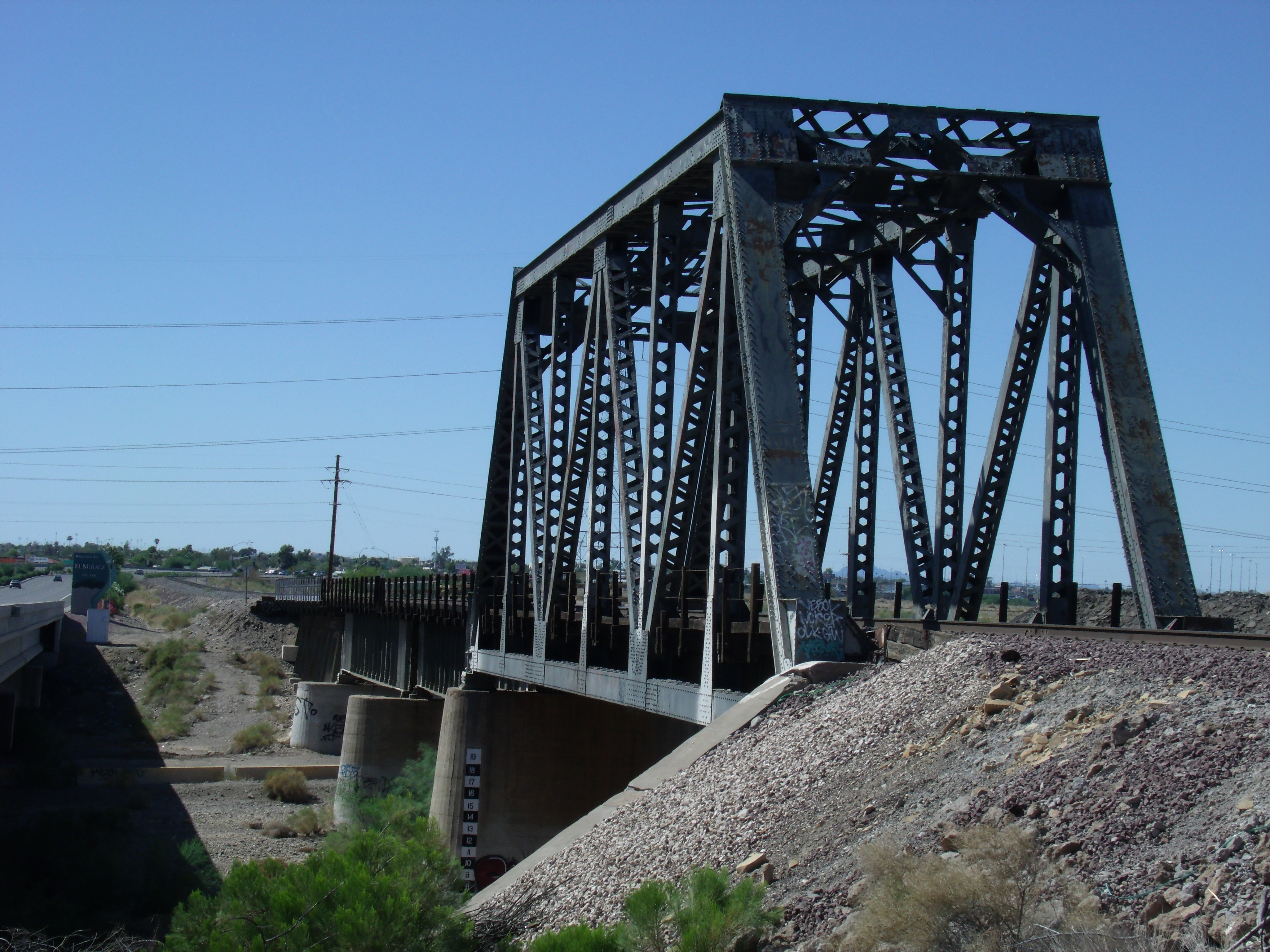
1895年にサンタフェ鉄道がアグア・フリア川に架けた鉄橋（エル・ミラージュ）

アグア・フリア川（アグア・フリアがわ、Agua Fria River）は、アメリカ合衆国アリゾナ州プレスコットの東北東20マイル (32 km)ほどの場所から南方へと流れる、長さが120-マイル (190 km)ほどの間欠河川。プレスコットの市営水道の大部分は、水源をアグア・フリア川上流部に求めている。アグア・フリア川は、アグア・フリア国定公園を貫いて流れている。その後、「ブラック・キャニオン (Black Canyon)」と称される小さな峡谷を抜け、ピオリア近郊の人気の高い行楽地であるプレザント湖に注ぐ。（「ブラック・キャニオン」の名で知られる大規模な峡谷は、アリゾナ州とネバダ州の州境沿いのコロラド川に存在している。）
雨季になり、ふだんは涸れ川となっているアグア・フリア川に水が流れるときには、その流れはヒラ川に注ぐが、ヒラ川自体も雨季にしか流れがない川である。
セントラル・アリゾナ・プロジェクト (CAP) の一環として設けられたセントラル・アリゾナ水資源保全地区 (Central Arizona Water Conservation District) が、ニュー・ウォデル・ダムの南方4マイル (6.4 km)ほどの場所で、アグア・フリア川に通水する計画 (the Agua Fria Recharge Project) を進めている。これによって地下の帯水層に供給された水は、フェニックスのプレザント湖に至る。